# Port lotniczy Pittsburgh
Port lotniczy Pittsburgh (IATA: PIT, ICAO: KPIT) – międzynarodowy port lotniczy położony 30 km na zachód od centrum Pittsburgha, w stanie Pensylwania, w Stanach Zjednoczonych.

## Linie lotnicze i połączenia
- Air Canada Jazz (Toronto-Pearson)
- AirTran Airways (Atlanta, Fort Lauderdale, Fort Myers, Orlando)
  - Sezonowo (Tampa)
- AirTran Airways obsługiwane przez SkyWest Airlines (Milwaukee)
- American Airlines (Dallas/Fort Worth)
- American Eagle Airlines (Chicago-O'Hare, Miami, Nowy Jork-JFK)
- Continental Airlines (Houston-Intercontinental)
- Continental Connection obsługiwane przez Colgan Air (Newark)
- Continental Connection obsługiwane przez CommutAir (Cleveland)
- Continental Express obsługiwane przez ExpressJet Airlines (Houston-Intercontinental, Newark)
- Delta Air Lines (Atlanta, Paryż-Charles de Gaulle)
  - Sezonowo (Detroit, Minneapolis/St. Paul)
- Delta Connection obsługiwane przez Atlantic Southeast Airlines (Cincinnati/Northern Kentucky, Atlanta)
- Delta Connection obsługiwane przez Comair (Cincinnati/Northern Kentucky, Detroit, Memphis, Minneapolis/St. Paul, Nowy Jork-JFK)
- Delta Connection obsługiwane przez Chautauqua Airlines (Cincinnati/Northern Kentucky, Nowy Jork-JFK)
- Delta Connection obsługiwane przez Mesaba Airlines (Minneapolis/St. Paul)
- Delta Connection obsługiwane przez Pinnacle Airlines (Cincinnati/Northern Kentucky, Memphis, Detroit, Minneapolis/St. Paul, Nowy Jork-JFK)
- Delta Connection obsługiwane przez SkyWest Airlines (Minneapolis/St. Paul)
- Direct Air obsługiwane przez USA Jet (Myrtle Beach)
- JetBlue Airways (Boston, Nowy Jork-JFK)
- Midwest Airlines obsługiwane przez Chautauqua Airlines (Milwaukee)
- Southwest Airlines (Baltimore, Chicago-Midway, Las Vegas, Orlando, Filadelfia, Phoenix, Tampa)
- United Airlines (Chicago-O'Hare, Denver, Los Angeles, San Francisco)
- United Express obsługiwane przez ExpressJet Airlines (Chicago-O'Hare)
- United Express obsługiwane przez Mesa Airlines (Chicago-O'Hare, Waszyngton-Dulles)
- United Express obsługiwane przez Shuttle America (Chicago-O'Hare, Denver, Waszyngton-Dulles)
- United Express obsługiwane przez SkyWest Airlines (Denver, Waszyngton-Dulles)
- US Airways (Charlotte, Filadelfia, Phoenix)
- US Airways Express obsługiwane przez Air Wisconsin (Boston, Nowy Jork-LaGuardia, Filadelfia, Waszyngton-Reagan)
- US Airways Express obsługiwane przez Chautauqua Airlines (Nowy Jork-LaGuardia)
- US Airways Express obsługiwane przez PSA Airlines (Charlotte)
- US Airways Express obsługiwane przez Republic Airlines (Boston, Charlotte, Nowy Jork-LaGuardia, Filadelfia, Waszyngton-Reagan)
- US Airways Express obsługiwane przez Trans States Airlines (Hartford/Springfield, Raleigh/Durham, St. Louis)
- USA 3000 Airlines (Cancun, Punta Cana) [sezonowo]

### Cargo
- FedEx Express (Columbus-Rickenbacker, Indianapolis, Memphis)
- FedEx Feeder obsługiwane przez Wiggins Airways (State College)
- UPS Airlines (Louisville, Filadelfia)